# Plutonomía
La plutonomía (del griego πλοῦτος [ploûtos] ‘riqueza’ y νόμος [nómos] 'ley', como acrónimo de «plutocracia» y «economía») se refiere a un sistema económico en el cual el crecimiento económico está impulsado por, y mayoritariamente consumido por, una minoría rica.
El término fue acuñado en 2005 por el analista Ajay Kapur y su equipo de investigación de Citigroup en Plutonomy: Buying Luxury, Explaining Global Imbalances, Revisiting the Plutonomy: The Rich Getting Richer y The Plutonomy Symposium: Rising Tides, Lifting Yachts. En estos documentos, se establece la idea de que la sociedad es una dicotomía de dos grupos sociales: uno pequeño compuesto por los más ricos, quienes conforman el 1 % de la sociedad, y el resto son los pobres, quienes conforman el 99 % restante. El crecimiento económico se sigue dando en las naciones en donde hay plutonomía a pesar de las condiciones de mala salud económica, como la pobreza y endeudamiento crecientes.

## Definición
De acuerdo con el grupo Forbes, en la plutonomía el crecimiento económico es potenciado y consumido por la riqueza de la clase más alta de la sociedad. La plutonomía hace referencia a un tipo de sociedad donde la mayor parte de la riqueza es controlada por una minoría que siempre decrece. En consecuencia, el crecimiento económico de la sociedad depende de las fortunas de la minoría adinerada».
Un informe interno —de mayo del 2005— de Citigroup entiende lo anterior como un sistema en el cual «los ricos dominan los ingresos, riqueza y consumo» agregando: «Nuestra tesis es que los ricos son los promotores dominantes de la demanda en muchas economías alrededor del mundo (EE. UU., Reino Unido, Canadá y Australia)... creemos que los capitalistas globales van a obtener una parte aún más grande de la riqueza mundial en los próximos años». Fue este informe —o más bien, su descubrimiento— lo que puso el término en la atención pública. (ver más abajo)
El documento del Citigroup específica: «nos gustan las empresas que venden o prestan servicios a los ricos: bienes de lujo, bancos privados, entre otros.» porque «en una plutonomía no existe «el consumidor de EE. UU.» o «el consumidor del Reino Unido». Hay consumidores ricos, pocos en número, pero desproporcionados en el porcentaje gigantesco de sus ingresos y consumos que realizan. Y está el resto, los «no ricos», muy numerosos, pero que cuentan sorprendentemente poco en el consumo nacional total”. Más adelante ,ese informe se refiere a esas «multitudes numerosas» como «las masas», «los paletos» (peasants, en el sentido de ocupantes temporales, no educados y casi sin derechos), etc.

## El caso estadounidense
En Estados Unidos, el 1 % de la población posee la misma riqueza que el 90 % de menores ingresos, siendo el 20 % más rico quien consume más de la mitad del total de lo existente en el mercado, siendo por tanto el 1 % de la población quien decide, a través de su capital e inversiones, la política económica nacional.

## El estudio de Citigroup
La palabra se hizo conocida debido a su uso por los analistas de Citigroup en 2005 en su documento The Plutonomy Symposium: Rising Tides, Lifting Yachts. (El Simposio de la Plutonomía: Mareas crecientes que hacen subir a los yates) para describir el crecimiento en positivo de la economía estadounidense durante un momento con índices de mala salud económica, como el aumento de la pobreza, de las ratios de interés y de la deuda pública. El estudio ve una oportunidad de negocio en la plutonomía y señala a la democracia como la única amenaza, al tener la misma capacidad de voto cualquier persona y poder inclinar la balanza hacia un gobierno que limitara la acumulación de capital de este modo.
Los analistas argumentaban que si la economía continuaba creciendo en un momento de indicadores económicos contradictorios era porque la clase social más rica mantenía ese crecimiento. También pensaban que Canadá, Gran Bretaña o China estaban creando plutonomías.